# Copa de las Américas Sub-23
El Torneo de las Américas Sub-23 de 1994 (Copa Nicolás Leoz) fue un campeonato de fútbol celebrado entre el 4 y el 20 de febrero. En el certamen participaron selecciones Sub-23 del Caribe, Centro y Sudamérica surgió como una competición intermedia al Preolímpico Sudamericano Sub-23 para selecciones de la categoría. 
La Confederación Sudamericana de Fútbol determinó las fechas y la nómina de árbitros para este certamen, lo que confirma su carácter oficial. 

## Organización
El certamen tuvo lugar en las ciudades de Bogotá, Armenia, Pereira y Tuluá. El organizador del torneo fue Gustavo Moreno Jaramillo con el aval de Colfutbol. Varios seleccionados presentaron dificultades para confeccionar su nómina el campeonato, que en un principio contaría con la presencia de las selecciones de México y Bolivia, a última hora incluyó la participación de las selecciones de Honduras y Antioquia esta última campeona colombiana de la categoría para completar el cupo de participantes, hecho que disminuyó la importancia del certamen.
No obstante, el torneo contó con la intervención de figuras que más tarde serían estelares en Copa América y eliminatorias sudamericanas como Rafael Dudamel, Henry Zambrano, Edison Mafla, Harold Lozano, Agustín Delgado, Guillermo Barros Schelotto, Álvaro Recoba y Osvaldo Canobbio.
Las 12 selecciones participantes quedaron divididas en tres grupos de cuatro. Los primeros de cada grupo y el mejor segundo clasificaban a semifinales, en este torneo se inauguró el Estadio Metropolitano de Techo antiguo hipódromo, la final se disputó en el tradicional Estadio El Campín.

## Estadios
Los partidos se disputaron en 5 plazas:
- Estadio Doce de Octubre, Tuluá 16.000 espectadores
- Estadio Hernán Ramírez Villegas, Pereira 30.297 espectadores
- Estadio Centenario de Armenia, Armenia 20.716 espectadores
- Estadio Metropolitano de Techo, Bogotá 8.000 espectadores
- Estadio El Campín, Bogotá 39.000 espectadores
- Nómina de Árbitros: Anibal Guillermo Hay (Argentina), Rene Marcelo Ortube (Bolivia), Antonio Pereira da Silva (Brasil), Carlos Robles Mella (Chile), Felipe Eduardo Russi (Colombia), Jorge Zuluaga (Colombia), Berny Ulloa Morera (Costa Rica), Rogger Zambrano Alcivar (Ecuador), Amilcar Martinez (Honduras), Oscar Velazquez Alvarenga (Paraguay), Carlos Hernandez (Perú), Ramesh Ramdan (Trinidad y Tobago), Jose Luis Da Rosa (Uruguay) y Raul Perez (Venezuela).
  - Árbitros suplentes en este torneo: Juan Carlos Biscay (Argentina), Pedro David Saucedo (Bolivia), Joaquim Gregorio (Brasil), Victor Saladino Ojeda (Chile), Fernando Paneso Zuluaga (Colombia), Alfredo Rodas Iñiguez (Ecuador), Oscar Bardales (Honduras), Epifanio Gonzalez Chavez (Paraguay), Jose Arana Villamonte (Perú), Julio Alcides Matto (Uruguay), Paolo Borgosano Cardullo (Venezuela) y Esfandiar Baharmast (Estados Unidos).

## Equipos participantes
| Países participantes | Países participantes | Países participantes | Países participantes |
| -------------------- | -------------------- | -------------------- | -------------------- |
| Argentina            | Costa Rica           | Uruguay              | Venezuela            |
| Brasil               | Chile                | Honduras             | Perú                 |
| Colombia             | Ecuador              | Trinidad y Tobago    | Antioquia            |

## Resultados
- Leyenda: Pts: Puntos; PJ: Partidos jugados; PG: Partidos ganados; PE: Partidos empatados; PP: Partidos perdidos; GF: Goles a favor; GC: Goles en contra.

### Grupo A
| Equipo     | Pts | PJ | PG | PE | PP | GF | GC |
| ---------- | --- | -- | -- | -- | -- | -- | -- |
| Uruguay    | 5   | 3  | 2  | 1  | 0  | 6  | 2  |
| Argentina  | 4   | 3  | 1  | 2  | 0  | 4  | 3  |
| Venezuela  | 3   | 3  | 1  | 1  | 1  | 4  | 3  |
| Costa Rica | 0   | 3  | 0  | 0  | 3  | 0  | 6  |

| 4 de febrero de 1994 18:35 | Uruguay          | 2:0 | Costa Rica | Estadio Doce de Octubre, Tuluá |                           |
|                            | Correa · Vásquez |     |            | Árbitro(s): Jorge Zuluaga      | Árbitro(s): Jorge Zuluaga |

| 4 de febrero de 1994 8:35 | Venezuela    | 1:1 | Argentina                 | Estadio Hernán Ramírez Villegas, Pereira |                            |
|                           | Stalin Rivas |     | Guilermo Barros Schelotto | Árbitro(s): Marcelo Ortube               | Árbitro(s): Marcelo Ortube |

| 7 de febrero de 1994 17:05 | Uruguay          | 2:0 | Venezuela | Estadio Doce de Octubre, Tuluá |  |
|                            | Delgado · Correa |     |           |                                |  |

| 7 de febrero de 1994 20:35 | Argentina                  | 1:0 | Costa Rica | Estadio Doce de Octubre, Tuluá |  |
|                            | Guillermo Barros Schelotto |     |            |                                |  |

| 10 de febrero de 1994 17:05 | Venezuela          | 3:0 | Costa Rica | Estadio Centenario de Armenia, Armenia |  |
|                             | Guerra · Castellín |     |            |                                        |  |

| 10 de febrero de 1994 20:35 | Argentina                     | 2:2 | Uruguay                             | Estadio Centenario de Armenia, Armenia |  |
|                             | Siminonato · Leonardo Biagini |     | Marcelo Espósito · Osvaldo Canobbio |                                        |  |

### Grupo B
| Equipo   | Pts | PJ | PG | PE | PP | GF | GC |
| -------- | --- | -- | -- | -- | -- | -- | -- |
| Brasil   | 4   | 3  | 1  | 2  | 0  | 2  | 1  |
| Perú     | 3   | 3  | 1  | 1  | 1  | 4  | 3  |
| Honduras | 3   | 3  | 1  | 1  | 1  | 4  | 4  |
| Chile    | 2   | 3  | 0  | 2  | 1  | 3  | 5  |

| 5 de febrero de 1994 16:05 | Honduras | 3:1 | Chile | Estadio Centenario de Armenia, Armenia |  |
|                            | Núñez    |     | Jara  |                                        |  |

| 5 de febrero de 1994 | Brasil  | 1:0 | Perú | Estadio Centenario de Armenia, Armenia |  |
|                      | Isidoro |     |      |                                        |  |

| 8 de febrero de 1994 18:35 | Perú | 2:0 | Honduras | Estadio Hernán Ramírez Villegas, Pereira |  |
|                            | Soto |     |          |                                          |  |

| 8 de febrero de 1994 20:35 | Brasil | 0:0 | Chile | Estadio Hernán Ramírez Villegas, Pereira |  |

| 12 de febrero de 1994 16:05 | Chile | 2:2 | Perú               | Estadio Hernán Ramírez Villegas, Pereira |  |
|                             | Ruiz  |     | Muñoz · De Gregory |                                          |  |

| 12 de febrero de 1994 18:35 | Brasil | 1:1 | Honduras | Estadio Hernán Ramírez Villegas, Pereira |  |
|                             | Alves  |     | Pavón    |                                          |  |

### Grupo C
| Equipo            | Pts | PJ | PG | PE | PP | GF | GC |
| ----------------- | --- | -- | -- | -- | -- | -- | -- |
| Colombia          | 6   | 3  | 3  | 0  | 0  | 10 | 1  |
| Ecuador           | 4   | 3  | 2  | 0  | 1  | 4  | 4  |
| Antioquia         | 2   | 3  | 1  | 0  | 2  | 4  | 8  |
| Trinidad y Tobago | 0   | 3  | 0  | 0  | 3  | 2  | 7  |

| 6 de febrero de 1994 13:35 | Antioquia | 1:2 | Ecuador           | Estadio Metropolitano de Techo, Bogotá |  |
|                            | Moreno    |     | Jiménez · Delgado |                                        |  |

| 6 de febrero de 1994 15:35 | Colombia                  | 3:0 | Trinidad y Tobago | Estadio Metropolitano de Techo, Bogotá |  |
|                            | Zambrano · Mafla · Lozano |     |                   |                                        |  |

| 9 de febrero de 1994 18:35 | Trinidad y Tobago | 0:1 | Ecuador | Estadio El Campín, Bogotá |  |
|                            |                   |     | Jiménez |                           |  |

| 9 de febrero de 1994 20:35 | Colombia                   | 4:0 | Antioquia | Estadio El Campín, Bogotá |  |
|                            | Zambrano · Moreno · Oviedo |     |           |                           |  |

| 13 de febrero de 1994 13:35 | Antioquia                   | 3:2 | Trinidad y Tobago | Estadio El Campín, Bogotá |  |
|                             | Rojas · Castro · Castrillón |     | Ewe · Pacheco     |                           |  |

| 13 de febrero de 1994 15:35 | Colombia                  | 3:1 | Ecuador  | Estadio El Campín, Bogotá |  |
|                             | Zambrano · Oviedo · Mafla |     | González |                           |  |

### Semifinales
| 16 de febrero de 1994 20:35 | Uruguay                   | 2:1 | Brasil     | Estadio Centenario de Armenia, Armenia |  |
|                             | Delgado 37' · Vásquez 41' |     | Hermes 88' |                                        |  |

| 17 de febrero de 1994 | Colombia                                | 4:0 | Ecuador | Estadio El Campín, Bogotá |  |
|                       | Dinas · Zambrano · Betancourth · Moreno |     |         |                           |  |

### Final
| 20 de febrero de 1994 | Colombia               | 3:2 | Uruguay          | Estadio El Campín, Bogotá |  |
|                       | Dinas · Mafla · Moreno |     | Delgado · Correa |                           |  |

| Bandera de Colombia |
| Campeón Colombia    |